# Paul Chauchard
Paul Chauchard (14 de junio de 1912 - 27 de abril de 2003), fue un médico, investigador, filósofo y profesor francés. Casado con Jacqueline Chauchard, fue padre de seis hijos, entre ellos una monja cisterciense.

## Biografía
Neurofisiólogo, Doctor en Medicina y Doctor en Ciencias, impartió clases en la Facultad de Ciencias de la Sexualidad, de la que fue uno de sus fundadores, en la Universidad Católica de Lovaina (Bélgica), así como en la École Pratique des Hautes Études de París, donde fue director de investigaciones. Dedicó treinta años al estudio del desarrollo y funcionamiento del cerebro humano, dando a conocer sus conclusiones en una obra de divulgación publicada en 1960.
Fue el primer Presidente de la asociación antiabortista, pionera en Francia, Laissez-les-Vivre - SOS Futures Mères, permaneciendo en ese puesto durante 20 años y siendo después Presidente honorario.
Científico y humanista, interesado en la obra del filósofo y antropólogo P. Teilhard de Chardin y autor de más de ochenta trabajos publicados, Paul Chauchard se dedicó durante años a difundir sus conclusiones en reuniones y encuentros con jóvenes matrimonios y parejas de novios, contando como colaboradores con su esposa Jacqueline y con matrimonios de médicos de Paris, Lyon, Nantes y Lille: Drs. Chanson, Van der Stappen, Guy y Rendu.